# اختطاف جنود أمريكيين في العراق (مايو 2007)

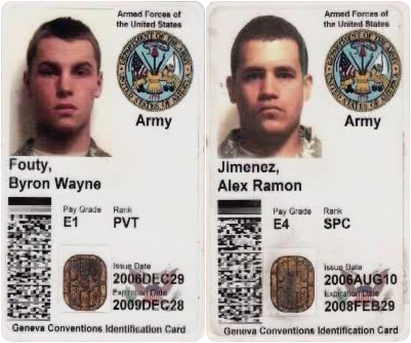
أصدر المتمردون العراقيون صورًا لبطاقات الدخول المشتركة لاثنين من الجنود في أوائل يونيو 2007

وقع اختطاف جنود أمريكيين في العراق في مايو 2007 عندما شنّ متمردون عراقيون هجومًا على موقع عسكري في منطقة الطَاقَة في العراق، أسفر عن مقتل أربعة جنود من الجيش الأمريكي وجندي عراقي. وفي أعقاب الهجوم، في 12 مايو 2007، تم أسر كلٍ من الجندي برايفت بايرون وين فوتي، والاختصاصي أليكس رامون خيمينيز، والجندي من الدرجة الأولى جوزيف جون أنزاك جونيور.

## خلفية
في مارس 2003، قامت الولايات المتحدة والمملكة المتحدة وأستراليا وبولندا بغزو العراق بهدف الإطاحة بحكومة حزب البعث التي كان يقودها صدام حسين. وبعد تحقيق هذا الهدف، قررت هذه الدول في مايو 2003 البقاء في العراق "لإحلال النظام في أجزاء من البلاد التي ما تزال خطرة" .
وبالرغم من تشكيل حكومات عراقية جديدة في يونيو 2004 ومايو 2006 بدعم من القوات الأميركية والبريطانية، إلا أن هذه الحكومات كانت، حتى عامي 2006 و2007، لا تزال تواجه معارضة داخلية عنيفة وهجمات إرهابية من جماعات لم تكن هويتها واضحة دائمًا. ومن بين هذه الجماعات، كانت "دولة العراق الإسلامية" (ISI)، وهي جماعة سنية متطرفة، قد بدأت في استهداف المساجد الشيعية والمدنيين والمؤسسات الحكومية العراقية، بالإضافة إلى قوات التحالف بقيادة الولايات المتحدة، منذ عامي 2003–2004 تحت اسم مختلف في ذلك الوقت.
وقد وصلت الكتيبة الرابعة من الفوج الحادي والثلاثين للمشاة، التابعة للواء الثاني، من الفرقة الجبلية العاشرة الأميركية، إلى العراق في سبتمبر 2006. وحتى مايو 2007، كانت هذه الكتيبة قد فقدت 18 جنديًا في المعارك، وكانت تعيش في ظروف قاسية في العراق،  وفي مايو 2007، تم تكليفها بإنشاء نقطة مراقبة عسكرية خارج منطقة المحمودية، الواقعة ضمن ما يُعرف بـ"مثلث الموت" جنوب بغداد، وهي منطقة سيئة السمعة بخطورتها الشديدة .

## هجوم على موقع عسكري أمريكي
في ليلة 11–12 مايو 2007،  تعرّضت نقطة المراقبة العسكرية الأمريكية المذكورة سابقًا قرب المحمودية،  والتي كانت تضم عربتين مدرعتين من نوع "هامفي"، يفصل بينهما حوالي 50 مترًا (165 قدمًا) ومتجهتين في اتجاهين متعاكسين لحراسة المنطقة، لهجوم مباغت شنته مجموعة مسلحة باستخدام أسلحة أوتوماتيكية وعبوات ناسفة.
كان في كل مركبة أربعة جنود، سبعة منهم أمريكيون وجندي عراقي واحد، وكانوا في مهمة مراقبة،  لرصد أي متمردين يزرعون عبوات ناسفة في المنطقة  وتعرضوا لكمين  وهاجمتهم مجموعة  باستخدام أسلحة أوتوماتيكية ومتفجرات. وذكرت التقارير الأولية أن الجندي مورفي أصيب بجروح لكنه نجا من الهجوم الأولي مع الجنود الثلاثة الآخرين الذين تم أسرهم، لكنه رفض الاستسلام واستمر في النضال عند محاولة القبض عليه، وتم إعدامه على الفور من قبل المهاجمين.

## الإصابات والاختطافات

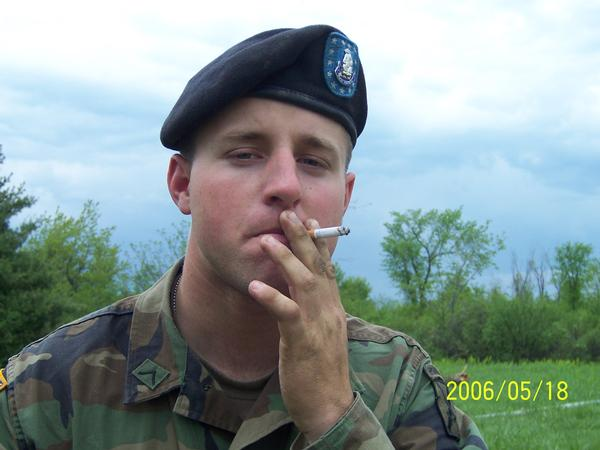
الجندي من الدرجة الأولى جوزيف جون أنزاك جونيور، أحد الجنود الأسرى.

قُتل أربعة جنود من الجيش الأمريكي  ومترجم عراقي كان يعمل كجندي، خلال الهجوم:
رقيب درجة أولى جيمس ديفيد كونيل جونيور، يبلغ من العمر 40 عامًا؛
جندي أول دانيال ويستون كورنيا، يبلغ من العمر 19 عامًا؛
جندي أول كريستوفر إدوارد مورفي، يبلغ من العمر 21 عامًا؛
الرقيب أنتوني جيسون شوبر، يبلغ من العمر 23 عامًا.
وقع اختطاف ثلاثة جنود أمريكيين و أسرهم:
الجندي بايرون واين فوتي، يبلغ من العمر 19 عامًا.
أخصائي ألكس رامون خيمينيز، يبلغ من العمر 25 عامًا؛ و
جندي أول جوزيف جون أنزاك جونيور، يبلغ من العمر 20 عامًا؛ 

## ادعاءالدولة الإسلامية في العراق

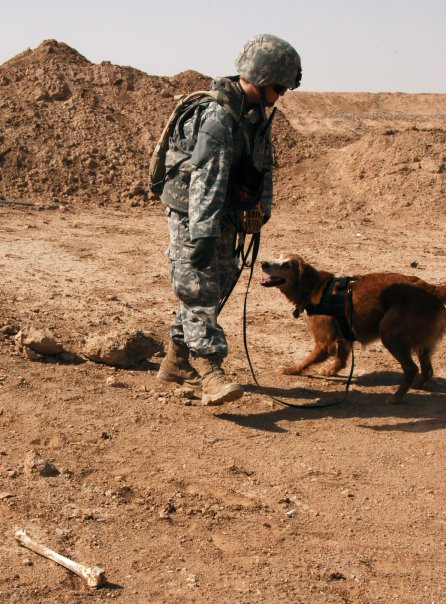
مقاولة أمريكية وكلبها يبحثان عن الجندي بايرون واين فوتي، والمتخصص أليكس رامون جيمينيز، والجندي من الدرجة الأولى جوزيف جون أنزاك بعد القبض عليهم.

- قبل 19 مايو/أيار 2007، زعمت "جماعة تابعة لتنظيم القاعدة" أنها تحتجز أنزاك، وخيمينيز، وفوتي، بحسب ما ذكرته شبكة إيه بي سي نيوز؛
- في وقت غير محدد، أعلنت الدولة الإسلامية في العراق (ISI)، وهي جماعة تضم تنظيم قاعدة الجهاد في بلاد الرافدين (يشار إليها غالبًا باسم "القاعدة في العراق" أو AQI)، مسؤوليتها عن الكمين الذي وقع في 12 مايو، وفقًا لشبكة CNN؛ [10]
- وأعلنت "مجموعة مرتبطة بتنظيم القاعدة" في وقت غير محدد مسؤوليتها عن الكمين الذي وقع في 12 مايو/أيار، حسب موقع ماي سان أنطنيو.

بدأت القوات الأمريكية عملية بحث واسعة عن الجنود الثلاثة الذين تم أسرهم، حيث شارك حوالي 4,000 جندي  من الجيش الأمريكي في العملية، وقاموا بتفتيش منازل المدنيين العراقيين في المناطق المحيطة. وفي 19 مايو، داهمت القوات الأمريكية مبنًى في منطقة العامرية ،  التي تبعد حوالي 25 ميلاً (40 كيلومترًا) عن موقع الكمين، وأسفرت المداهمة عن اعتقال تسعة مشتبه بهم. وقبل 21 مايو، كانت القوات العراقية قد احتجزت نحو 250 شخصًا ضمن الحملة، وقد تم تحويل 15 منهم إلى مراكز احتجاز تابعة للقوات الأمريكية، بينما أُرسل الباقون إلى السجون العراقية. وفي مرحلة ما من العملية، دعت "دولة العراق الإسلامية" (ISI) الجيش الأمريكي إلى وقف عملية البحث عن الجنود المفقودين، دون تحديد زمان دقيق لهذا البيان. فيوفي 23 مايو، تم انتشال جثة الجندي جوزيف جون أنزاك جونيور من نهر الفرات ،  وكان مصابًا بطلق ناري في الرأس، ما يؤكد إعدامه.

## فيديو يبين تورط الدولة الاسلامية في العراق
في 4 يونيو 2007، نشرت الدولة الإسلامية في العراق (ISI) مقطع فيديو مدته 10 دقائق على الإنترنت. يُعتقد أنه يُظهر مراحل التخطيط للهجوم الذي وقع في 12 مايو، بالإضافة إلى لقطات يُفترض أنها من تنفيذ الهجوم نفسه. كما تضمن الفيديو مشاهد مأخوذة من بثّ تلفزيوني لقناة الجزيرة تُظهر جنودًا يبحثون في الحقول، بالإضافة إلى تعليق صوتي باللغة العربية يقول:
"قررنا أن نضع حدًا لهذا الأمر ونعلن مقتل الجنود"، في إشارة إلى أن الإعدام جاء كردّ فعل على عدم استجابة الجيش الأميركي لمطلبهم بوقف عملية البحث.
كما عرض الفيديو صور بطاقات الهوية العسكرية لكل من أليكس خيمينيز وبايرون فوتي، وفوق الصور كُتب بالعربية:
"بوش هو السبب في فقدانكم لأسراكم"، ،  كما يظهر بطاقات ائتمان ومتعلقات شخصية أخرى لهما، بينما يقول صوت: "كانوا أحياء ثم صاروا أمواتًا" .
وفي 9 يونيو 2007، داهمت قوات التحالف منزلًا يُشتبه بأنه تابع لتنظيم "القاعدة في العراق" (AQI) قرب مدينة سامراء، الواقعة على بُعد 125 كلم شمال بغداد، حيث تم العثور على بطاقات الهوية الخاصة بخيمينيز وفوتي، مما دعم صحة الفيديو الذي نُشر سابقًا، وعزز الاعتقاد بمقتلهم.

## العثور على جثتي فوتي وخيمينيز
بعد أكثر من عام على اختفائهما، وفي 9 يوليو 2008،، قاد أحد المشتبه بهم السلطات إلى قبر ضحل يقع على بُعد 20 كيلومترًا (حوالي 12.5 ميلًا) جنوب موقع الكمين الأصلي. حيث تم العثور على رفات الجنديين أليكس خيمينيز وبايرون فوتي. وقد نُقلت رفاتهما إلى الولايات المتحدة. وفي اليوم التالي، 10 يوليو، أعلن الفحص الطبي التابع للقوات المسلحة الأمريكية (AFMES) تحديد هوية الجثتين رسميًا على أنهما تعودان إلى خيمينيز وفوتي. وأظهرت تقارير التشريح الرسمية الصادرة في سبتمبر 2008 أن الجندي بايرون فوتي قد تعرّض للتعذيب على مدار أربعة أشهر، من مايو وحتى سبتمبر 2007، قبل أن يُقتل، ما يشير إلى فترة طويلة من الأسر والمعاناة الجسدية والنفسية، في واحدة من أبشع حوادث الحرب التي أثرت بعمق في الرأي العام الأمريكي والقيادة العسكرية.